# Animalize Tour
Animalize Tour è stato un tour intrapreso dalla band hard rock americana Kiss dopo l'uscita dell'album omonimo.

## Antefatti
Questo fu il primo tour con Bruce Kulick alla chitarra, in sostituzione di Mark St. John che non poté suonare a causa delle sue condizioni artritiche. Originariamente Kulick era un sostituto temporaneo, ma le condizioni di St. John non migliorarono e Kulick fu nominato membro ufficiale l'8 dicembre 1984 dopo tre spettacoli con Mark St. John.
Secondo Pete Bishop, giornalista del The Pittsburgh Press, il design del palco presentava un aspetto leopardato-zebrato tratto dalla copertina dell'album. Il logo della band illuminato fu appeso sopra il palco con effetti speciali che includevano anche detonatori e getti scintillanti. Vi erano anche luci colorate sui tralicci e sotto le rampe a rete. Un traliccio si sarebbe sollevato verso il basso per i chitarristi e portarli su una passerella, scendendo poi su una piattaforma che emetteva fumo.
Il periodo di Animalize fu il maggior successo della band del decennio con il successo crossover di Heaven's On Fire sulla radio CHR/Top 40, un percorso di concerti molto frequentato e con l'album che ha vendette quasi 2 milioni di copie entro la fine del tour.
Il video dal vivo Animalize: Kiss Live Uncensored, fu registrato alla Cobo Hall l'8 dicembre 1984 e successivamente trasmesso su MTV.
Nel programma del tour finale della band, Gene Simmons ha riflettuto su questo:
(Gene Simmons, 2019)

## Recensioni
Linda Moleski, una giornalista di Billboard, che assistette allo spettacolo a Uniondale, iniziò la sua recensione notando che la teatralità non era stata attenuata, ma era stata attenuata nell'aspetto. Elogiò il concerto come una "potente furia metal", ma disse di essere rimasta delusa dall'esecuzione di Heaven's On Fire poiché fu eseguita in modo più debole e aspro. Sottolineò il forte legame sia con il pubblico che con i musicisti, elogiando anche il palco ordinato.
Jeff Bunch, un corrispondente del The Spokesman-Review non rimase impressionato dall'esibizione della band a Spokane, affermando che non erano altro che una band che "suona ad alta voce ed in modo grezzo" e suggerì che "se il le voci che il rock 'n roll fosse morto, era vero". Criticò il fatto che la band si pavoneggiasse sul palco in una questione grafica mentre Stanley passava più tempo a raccontare storie che a cantare, notò anche che la band aveva il pubblico in piedi durante l'intera esibizione. Concluse la sua recensione affermando che il successo della band si basava sulla riproduzione di musica ad alto volume e sull'introduzione di molte scene teatrali possibili. Tuttavia, affermò che l'atto di apertura ebbe un'accoglienza migliore della media.

## Date
| Data              | Città                 | Stato          | Luogo                                 |
| Europa            | Europa                | Europa         | Europa                                |
| ----------------- | --------------------- | -------------- | ------------------------------------- |
| 30 settembre 1984 | Brighton              | Inghilterra    | Brighton Centre                       |
| 1º ottobre 1984   | Southampton           | Inghilterra    | Gaumont Theatre                       |
| 2 ottobre 1984    | Saint Austell         | Inghilterra    | Cornwall Coliseum                     |
| 4 ottobre 1984    | Manchester            | Inghilterra    | Manchester Apollo                     |
| 5 ottobre 1984    | Glasgow               | Scozia         | Glasgow Apollo                        |
| 6 ottobre 1984    | Edimburgo             | Scozia         | Edinburgh Playhouse                   |
| 7 ottobre 1984    | Newcastle             | Inghilterra    | Newcastle City Hall                   |
| 8 ottobre 1984    | Newcastle             | Inghilterra    | Newcastle City Hall                   |
| 10 ottobre 1984   | Leicester             | Inghilterra    | De Montfort Hall                      |
| 11 ottobre 1984   | Ipswich               | Inghilterra    | Gaumont Theater                       |
| 12 ottobre 1984   | Stafford              | Inghilterra    | Bingley Hall                          |
| 13 ottobre 1984   | Leeds                 | Inghilterra    | Queen's Hall                          |
| 14 ottobre 1984   | Londra                | Inghilterra    | Wembley Arena                         |
| 15 ottobre 1984   | Londra                | Inghilterra    | Wembley Arena                         |
| 16 ottobre 1984   | Monaco                | Germania Ovest | Circus Krone                          |
| 17 ottobre 1984   | Offenbach am Main     | Germania Ovest | Stadthalle Offenbach                  |
| 19 ottobre 1984   | Neunkirchen am Brand  | Germania Ovest | Hemmerleinhalle                       |
| 21 ottobre 1984   | Copenaghen            | Danimarca      | Falkoner Center                       |
| 22 ottobre 1984   | Drammen               | Norvegia       | Drammenshallen                        |
| 24 ottobre 1984   | Lund                  | Svezia         | Olympen                               |
| 26 ottobre 1984   | Stoccolma             | Svezia         | Johanneshovs Isstadion                |
| 27 ottobre 1984   | Göteborg              | Svezia         | Scandinavium                          |
| 29 ottobre 1984   | Hannover              | Germania Ovest | Stadionsporthalle                     |
| 30 ottobre 1984   | Düsseldorf            | Germania Ovest | Philipshalle                          |
| 31 ottobre 1984   | Ludwigshafen am Rhein | Germania Ovest | Friedrich-Ebert-Halle                 |
| 1º novembre 1984  | Losanna               | Svizzera       | Palais de Beaulieu                    |
| 3 novembre 1984   | Bruxelles             | Belgio         | Forest National                       |
| 4 novembre 1984   | Zwolle                | Paesi Bassi    | IJsselhallen                          |
| 5 novembre 1984   | Parigi                | Francia        | Zénith de Paris                       |
| Nord America      |                       |                |                                       |
| 15 novembre 1984  | Bethlehem             | Stati Uniti    | Stabler Arena                         |
| 16 novembre 1984  | Glens Falls           | Stati Uniti    | Glens Falls Civic Center              |
| 17 novembre 1984  | Rochester             | Stati Uniti    | Rochester Community War Memorial      |
| 18 novembre 1984  | Buffalo               | Stati Uniti    | Buffalo Memorial Auditorium           |
| 20 novembre 1984  | Syracuse              | Stati Uniti    | Onondaga County War Memorial          |
| 23 novembre 1984  | Worcester             | Stati Uniti    | The Centrum                           |
| 24 novembre 1984  | New Haven             | Stati Uniti    | New Haven Coliseum                    |
| 25 novembre 1984  | Filadelfia            | Stati Uniti    | The Spectrum                          |
| 26 novembre 1984  | Uniondale             | Stati Uniti    | Nassau Veterans Memorial Coliseum     |
| 27 novembre 1984  | Baltimora             | Stati Uniti    | Baltimore Civic Center                |
| 28 novembre 1984  | Poughkeepsie          | Stati Uniti    | Mid-Hudson Civic Center               |
| 29 novembre 1984  | Binghamton            | Stati Uniti    | Broome County Veterans Memorial Arena |
| 2 dicembre 1984   | Indianapolis          | Stati Uniti    | Market Square Arena                   |
| 4 dicembre 1984   | St. Louis             | Stati Uniti    | Kiel Auditorium                       |
| 5 dicembre 1984   | Evansville            | Stati Uniti    | Roberts Municipal Stadium             |
| 6 dicembre 1984   | Terre Haute           | Stati Uniti    | Hulman Center                         |
| 7 dicembre 1984   | Fort Wayne            | Stati Uniti    | Allen County War Memorial Coliseum    |
| 8 dicembre 1984   | Detroit               | Stati Uniti    | Cobo Arena                            |
| 11 dicembre 1984  | Saginaw               | Stati Uniti    | Saginaw Civic Center                  |
| 12 dicembre 1984  | Columbus              | Stati Uniti    | Battelle Hall                         |
| 13 dicembre 1984  | Dayton                | Stati Uniti    | Hara Arena                            |
| 14 dicembre 1984  | Richfield             | Stati Uniti    | Richfield Coliseum                    |
| 15 dicembre 1984  | Louisville            | Stati Uniti    | Commonwealth Convention Center        |
| 17 dicembre 1984  | Peoria                | Stati Uniti    | Peoria Civic Center                   |
| 18 dicembre 1984  | Cedar Rapids          | Stati Uniti    | Five Seasons Center                   |
| 26 dicembre 1984  | Kansas City           | Stati Uniti    | Kansas City Municipal Auditorium      |
| 27 dicembre 1984  | Lincoln               | Stati Uniti    | Pershing Auditorium                   |
| 29 dicembre 1984  | Saint Paul            | Stati Uniti    | St. Paul Civic Center                 |
| 30 dicembre 1984  | Milwaukee             | Stati Uniti    | MECCA Arena                           |
| 3 gennaio 1985    | Greenville            | Stati Uniti    | Greenville Memorial Auditorium        |
| 4 gennaio 1985    | Johnson City          | Stati Uniti    | Freedom Hall Civic Center             |
| 5 gennaio 1985    | Fayetteville          | Stati Uniti    | Cumberland County Memorial Arena      |
| 6 gennaio 1985    | Charlotte             | Stati Uniti    | Charlotte Coliseum                    |
| 8 gennaio 1985    | Knoxville             | Stati Uniti    | Knoxville Civic Coliseum              |
| 9 gennaio 1985    | Atlanta               | Stati Uniti    | The Omni Coliseum                     |
| 10 gennaio 1985   | Orlando               | Stati Uniti    | Orlando Sports Stadium                |
| 11 gennaio 1985   | Fort Lauderdale       | Stati Uniti    | Sunrise Musical Theater               |
| 12 gennaio 1985   | Fort Lauderdale       | Stati Uniti    | Sunrise Musical Theater               |
| 13 gennaio 1985   | Saint Petersburg      | Stati Uniti    | Bayfront Center                       |
| 15 gennaio 1985   | New Orleans           | Stati Uniti    | Kiefer UNO Lakefront Arena            |
| 16 gennaio 1985   | Biloxi                | Stati Uniti    | Mississippi Coast Coliseum            |
| 17 gennaio 1985   | Huntsville            | Stati Uniti    | Von Braun Civic Center                |
| 18 gennaio 1985   | Birmingham            | Stati Uniti    | Boutwell Memorial Auditorium          |
| 19 gennaio 1985   | Nashville             | Stati Uniti    | Nashville Municipal Auditorium        |
| 21 gennaio 1985   | Pensacola             | Stati Uniti    | Pensacola Civic Center                |
| 22 gennaio 1985   | Memphis               | Stati Uniti    | Mid-South Coliseum                    |
| 24 gennaio 1985   | Lubbock               | Stati Uniti    | Lubbock Municipal Coliseum            |
| 25 gennaio 1985   | Abilene               | Stati Uniti    | Taylor County Expo Center             |
| 26 gennaio 1985   | Austin                | Stati Uniti    | Frank Erwin Center                    |
| 27 gennaio 1985   | Corpus Christi        | Stati Uniti    | Corpus Christi Memorial Coliseum      |
| 29 gennaio 1985   | Dallas                | Stati Uniti    | Reunion Arena                         |
| 30 gennaio 1985   | San Antonio           | Stati Uniti    | HemisFair Arena                       |
| 31 gennaio 1985   | Houston               | Stati Uniti    | Sam Houston Coliseum                  |
| 1º febbraio 1985  | Waco                  | Stati Uniti    | Waco Convention Center                |
| 3 febbraio 1985   | Odessa                | Stati Uniti    | Ector County Coliseum                 |
| 4 febbraio 1985   | Amarillo              | Stati Uniti    | Amarillo Civic Center                 |
| 5 febbraio 1985   | El Paso               | Stati Uniti    | El Paso County Coliseum               |
| 6 febbraio 1985   | Phoenix               | Stati Uniti    | Arizona Veterans Memorial Coliseum    |
| 7 febbraio 1985   | Las Vegas             | Stati Uniti    | Aladdin Theatre                       |
| 9 febbraio 1985   | Oakland               | Stati Uniti    | Kaiser Convention Center              |
| 11 febbraio 1985  | Salt Lake City        | Stati Uniti    | Salt Palace                           |
| 13 febbraio 1985  | Seattle               | Stati Uniti    | Seattle Center Arena                  |
| 14 febbraio 1985  | Portland              | Stati Uniti    | Portland Memorial Coliseum            |
| 17 febbraio 1985  | Long Beach            | Stati Uniti    | Long Beach Arena                      |
| 18 febbraio 1985  | Long Beach            | Stati Uniti    | Long Beach Arena                      |
| 20 febbraio 1985  | San Bernardino        | Stati Uniti    | Orange Pavilion                       |
| 21 febbraio 1985  | Bakersfield           | Stati Uniti    | Bakersfield Convention Center         |
| 22 febbraio 1985  | San Diego             | Stati Uniti    | San Diego Sports Arena                |
| 24 febbraio 1985  | Sacramento            | Stati Uniti    | Sacramento Memorial Auditorium        |
| 26 febbraio 1985  | Spokane               | Stati Uniti    | Spokane Coliseum                      |
| 27 febbraio 1985  | Vancouver             | Canada         | Pacific Coliseum                      |
| 1º marzo 1985     | Edmonton              | Canada         | Kinsmen Field House                   |
| 2 marzo 1985      | Lethbridge            | Canada         | Sportplex                             |
| 3 marzo 1985      | Calgary               | Canada         | Stampede Corral                       |
| 7 marzo 1985      | Regina                | Canada         | Regina Agridome                       |
| 9 marzo 1985      | Winnipeg              | Canada         | Winnipeg Arena                        |
| 10 marzo 1985     | Grand Forks           | Stati Uniti    | Hyslop Sports Center                  |
| 11 marzo 1985     | Bismarck              | Stati Uniti    | Bismarck Civic Center                 |
| 13 marzo 1985     | Duluth                | Stati Uniti    | Duluth Arena                          |
| 14 marzo 1985     | Green Bay             | Stati Uniti    | Brown County Veterans Memorial Arena  |
| 15 marzo 1985     | La Crosse             | Stati Uniti    | La Crosse Center                      |
| 16 marzo 1985     | Dubuque               | Stati Uniti    | Five Flags Center                     |
| 17 marzo 1985     | Des Moines            | Stati Uniti    | Iowa Veterans Memorial Auditorium     |
| 19 marzo 1985     | Madison               | Stati Uniti    | Dane County Expo Coliseum             |
| 20 marzo 1985     | Marquette             | Stati Uniti    | Lakeview Arena                        |
| 22 marzo 1985     | Lansing               | Stati Uniti    | Lansing Civic Center                  |
| 23 marzo 1985     | South Bend            | Stati Uniti    | Athletic & Convocation Center         |
| 24 marzo 1985     | Cincinnati            | Stati Uniti    | Cincinnati Gardens                    |
| 25 marzo 1985     | Toledo                | Stati Uniti    | Toledo Sports Arena                   |
| 26 marzo 1985     | Pittsburgh            | Stati Uniti    | Pittsburgh Civic Arena                |
| 28 marzo 1985     | Springfield           | Stati Uniti    | Springfield Civic Center              |
| 29 marzo 1985     | East Rutherford       | Stati Uniti    | Brendan Byrne Arena                   |

### Dati del punteggio al botteghino
Elenco dei dati al botteghino con data, bandiera, città, stato, luogo, presenze, guadagno lordo e riferimenti.
| Data             | Città        | Stato       | Luogo               | Presenze      | Guadagno lordo | Riferimenti |
| ---------------- | ------------ | ----------- | ------------------- | ------------- | -------------- | ----------- |
| 15 novembre 1984 | Bethlehem    | Stati Uniti | Stabler Arena       | 4.472/6.000   | $49.346        | [ 11 ]      |
| 2 dicembre 1984  | Indianapolis | Stati Uniti | Market Square Arena | 10.393/10.500 | $111.865       | [ 12 ]      |
| 4 dicembre 1984  | St. Louis    | Stati Uniti | Kiel Auditorium     | 4.380/5.700   | $54.533        | [ 13 ]      |

## Scaletta
In seguito vi sono scalette d'esempio di ciò che è stato eseguito durante il tour in ciascuna tappa, ma potrebbero non rappresentare la maggior parte di esso.

### Tappa Europea
1. Detroit Rock City
2. Cold Gin
3. Strutter
4. Fits Like A Glove
5. Heaven's On Fire
6. Under The Gun
7. War Machine
8. Young And Wasted
9. I've Had Enough (Into The Fire)
10. I Love It Loud
11. I Still Love You
12. Creatures Of The Night
13. Love Gun
14. Rock And Roll All Nite

Bis
1. Lick It Up
2. Black Diamond

### Tappa Nordamericana
1. Detroit Rock City
2. Cold Gin
3. Creatures Of The Night
4. Fits Like A Glove
5. Heaven's On Fire
6. Under The Gun
7. War Machine
8. Young And Wasted
9. I Love It Loud
10. I Still Love You
11. Love Gun
12. Black Diamond

Bis
1. Lick It Up
2. Rock And Roll All Nite

## Formazione
- Paul Stanley - chitarra ritmica, voce
- Gene Simmons - basso, voce
- Bruce Kulick - chitarra solista, cori
- Eric Carr - batteria, voce

Altri musicisti
- Mark St. John - chitarra solista, cori